# Abbaye Notre-Dame de Belloc
Pour les articles homonymes, voir Abbaye Notre-Dame.
Pour l’article ayant un titre homophone, voir Bellocq.
Cet article concerne l'abbaye. Pour le fromage, voir Abbaye de Belloc (fromage).
Ne doit pas être confondu avec Chapelle Notre-Dame-de-Belloc.
 (août 2022).
L'abbaye Notre-Dame de Belloc (en basque : Belokeko monasterioa ; en latin : Abbatia Immaculati Cordis Mariae apud Bellum Locum [réf. nécessaire]) est une abbaye de moines bénédictins situé à Urt, dans les Pyrénées-Atlantiques. Ce monastère a été fondé en 1875.

## Description
L'abbaye Notre-Dame de Belloc est située au carrefour des pays basques, béarnais et landais. La communauté monastique installée est celle des bénédictins qui font partie de l'ordre de saint Benoît. Les moines se dédient au travail et à la prière, selon la devise de St Benoît « Ora et labora ».
La communauté appartient au diocèse de Bayonne, Lescar et Oloron, et fait partie de la Province française de la Congrégation de Subiaco. En plus des offices, les activités des moines comportent l'accueil de retraitants, des travaux d'enluminure et de calligraphie. L'abbaye est notamment connue pour sa tomme de brebis à pâte souple commercialisée sous le nom « Pur Brebis de l'Abbaye de Bel'loc ».
Aujourd'hui, la communauté des moines bénédictins de Notre-Dame de Belloc compte une dizaine de moines. Depuis juillet 2022, ils se sont installés au sein du monastère Sainte Scholastique d’Urt à 500 m de l’Abbaye et y poursuivent leurs activités.
L'association Habitat et Humanisme travaille en collaboration avec les frères bénédictins depuis 2019 pour assurer la reprise des lieux. Le projet est de créer des activités autour de la formation, du logement mais aussi de la spiritualité et de la culture.

## Histoire de l'abbaye

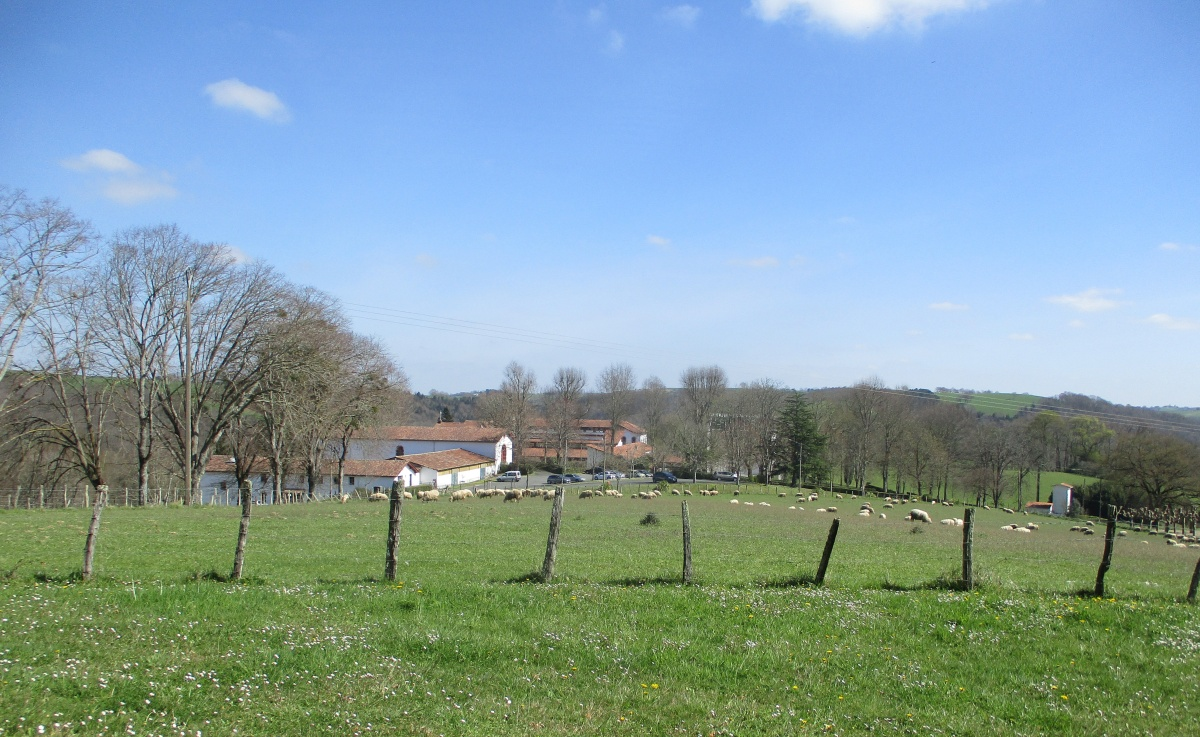
L'abbaye de Belloc vue du côté ouest.

### Fondation
En 1875, le père Bastres, prêtre du diocèse de Bayonne, fonde avec quelques confrères la première abbaye bénédictine au Pays basque nommée L'abbaye Notre-Dame de Belloc. Son histoire a été profondément marquée par les crises des XIXe et XXe siècles.
De 1872 à 1875 : Trois prêtres diocésains et de deux laïcs quittent Bayonne en vue de se former à la vie monastique au monastère de La Pierre-qui-Vire dans le Morvan. Le domaine de Bel-Loc est acheté à cette même période par l’un de leurs confrères.
En 1875, le monastère Notre-Dame de Belloc est fondé, à Urt.
En 1899, le monastère El Nino-Dios est fondé en Argentine.

### Exil politique et guerres mondiales
En 1903, à la suite de l'application des lois françaises anticléricales visant notamment les congrégations religieuses, la communauté de Belloc s’exile en trois monastères : El Nino-Dios (Argentine), Lazkano (St Sébastien - Espagne) et Abou Gosh (Palestine).
De 1914 à 1918, au cours de la Première Guerre mondiale, les moines de Belloc mobilisables reviennent de leur exil à l’étranger pour s'engager dans l'armée.
De 1919 à 1926, la communauté reprend progressivement les locaux de l’abbaye occupés par le diocèse de Bayonne.
En 1936, l’abbaye accueille des réfugiés de la Guerre civile d’Espagne.
En 1939 à la suite du début de la Seconde Guerre mondiale, 29 moines sont appelés à s'engager. Le réseau de résistance Orion passe par l’abbaye qui devient un lieu de passage pour des milliers de personnes fuyant l'armée allemande vers l’Espagne et l’Angleterre.
En décembre 1943, la Gestapo fait sa première rafle à l’abbaye et emmène le père abbé, le père prieur et le père hôtelier. Les deux premiers sont déportés à Buchenwald et Dachau. Ils reviendront vivants des camps allemands. Le troisième est relâché rapidement et retourne à Belloc.
En octobre 1951, le monastère sera cité à l’ordre du corps d’armée et recevra la décoration de la croix de guerre avec étoile de vermeil, pour ses actions de résistance. La décoration est remise par le secrétaire d’État à la défense nationale.

### Après-guerre
En 1947, la communauté entame des travaux de collecte et de traduction en langue basque de cantiques religieux : Kantitak. Elle s’attelle ensuite à traduire la liturgie, des psaumes puis du missel ordinaire.
En 1959, les moines créent la fromagerie Ardigasna et du Pur Brebis de l'Abbaye de Bel'loc.
En 1962, la communauté fonde un monastère en Afrique, au Dahomey (actuel Bénin).
De 1964 à 1970 : Construction de l’église abbatiale de Belloc, d’architecture contemporaine.
En 2017 : La communauté d’une quinzaine de moines, décide de chercher un repreneur pour l’abbaye.
En 2019 : Début du partenariat avec l’association reconnue d’utilité publique Habitat et Humanisme.
En juillet 2022 : La communauté des bénédictins se regroupe avec celle des bénédictines au monastère de Sainte-Scholastique à 600 m du site de Belloc, pour poursuivre leurs missions spirituelles.

## Galerie

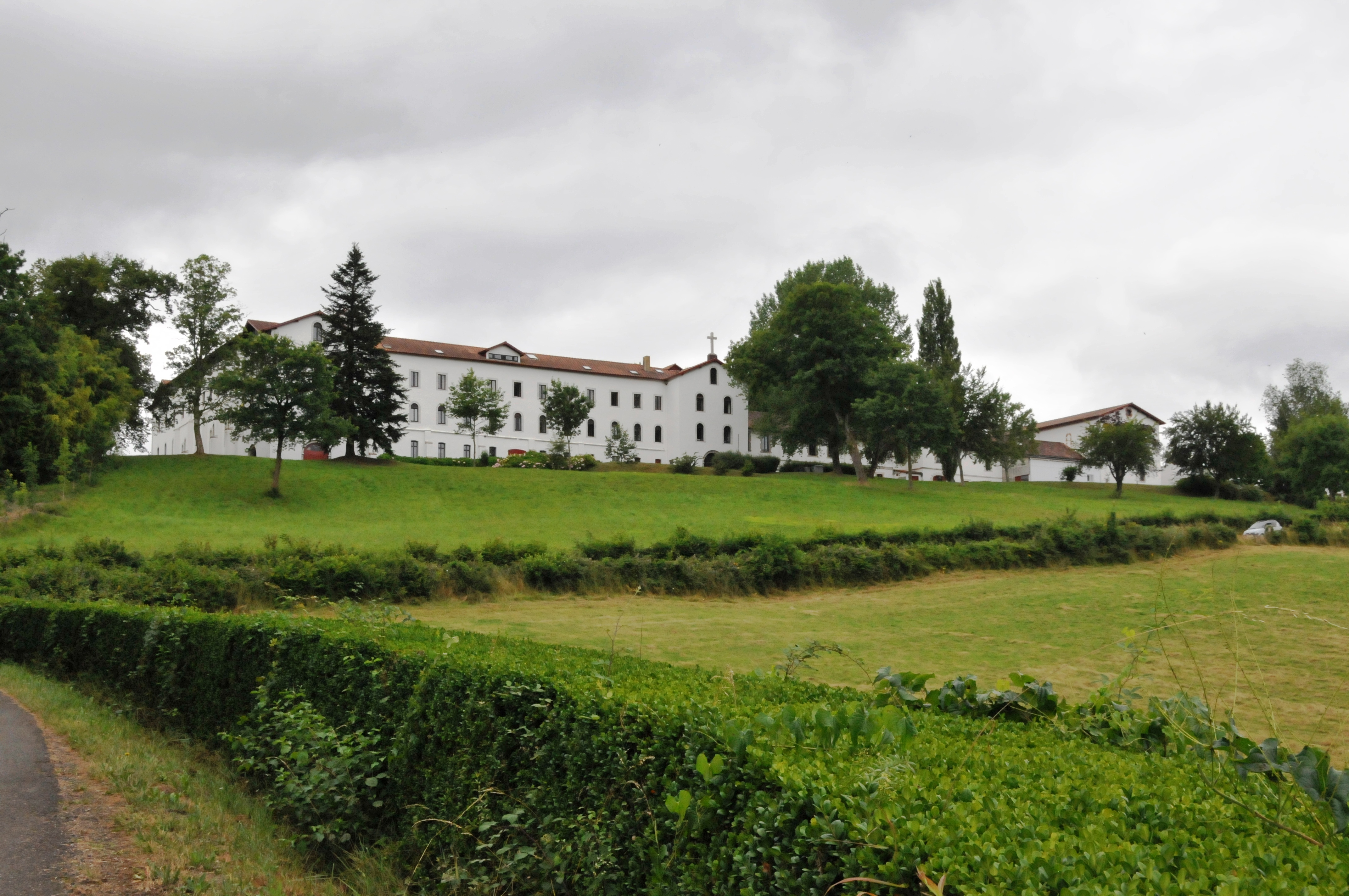
Bâtiment principal.
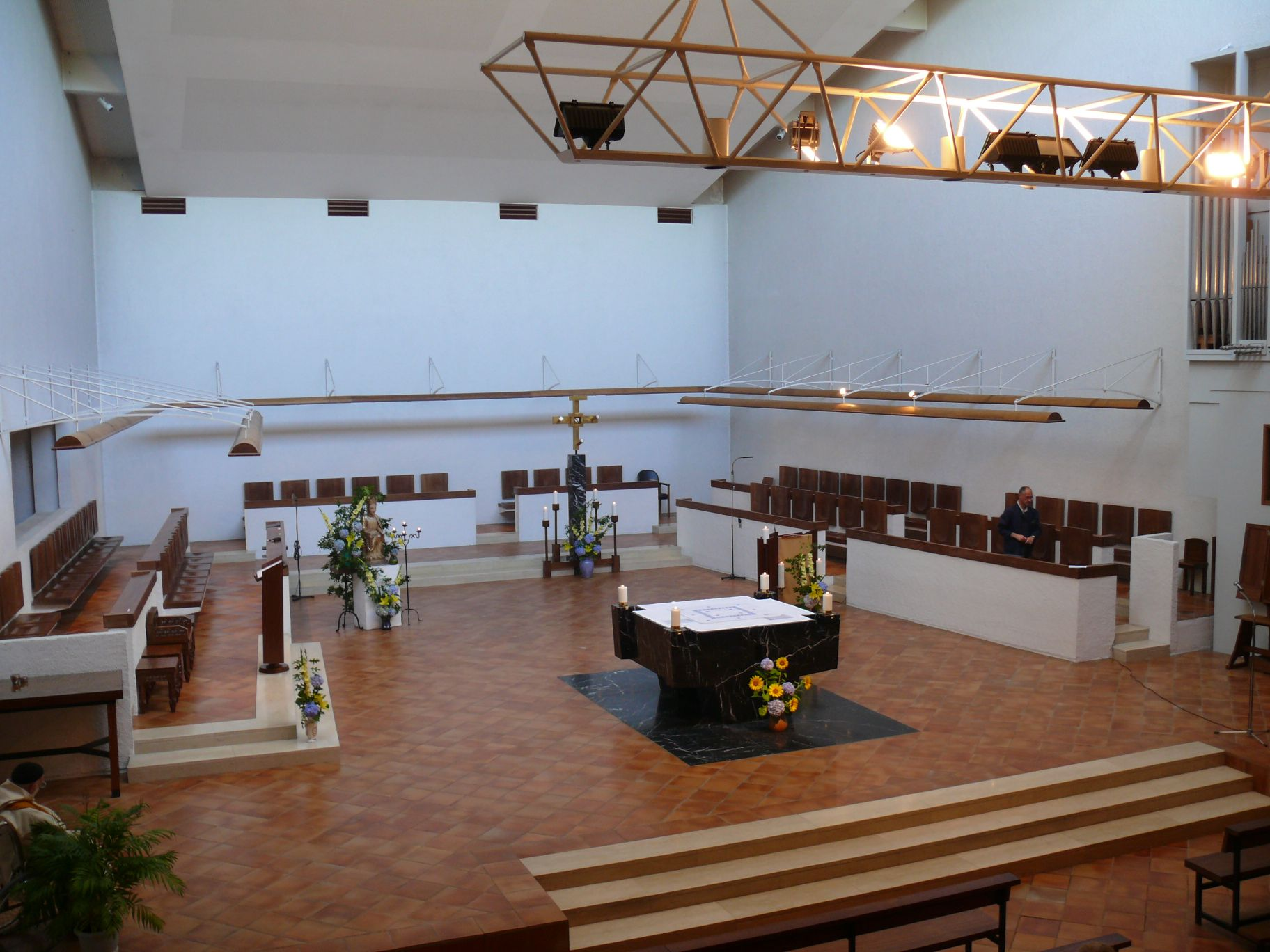
L'église.
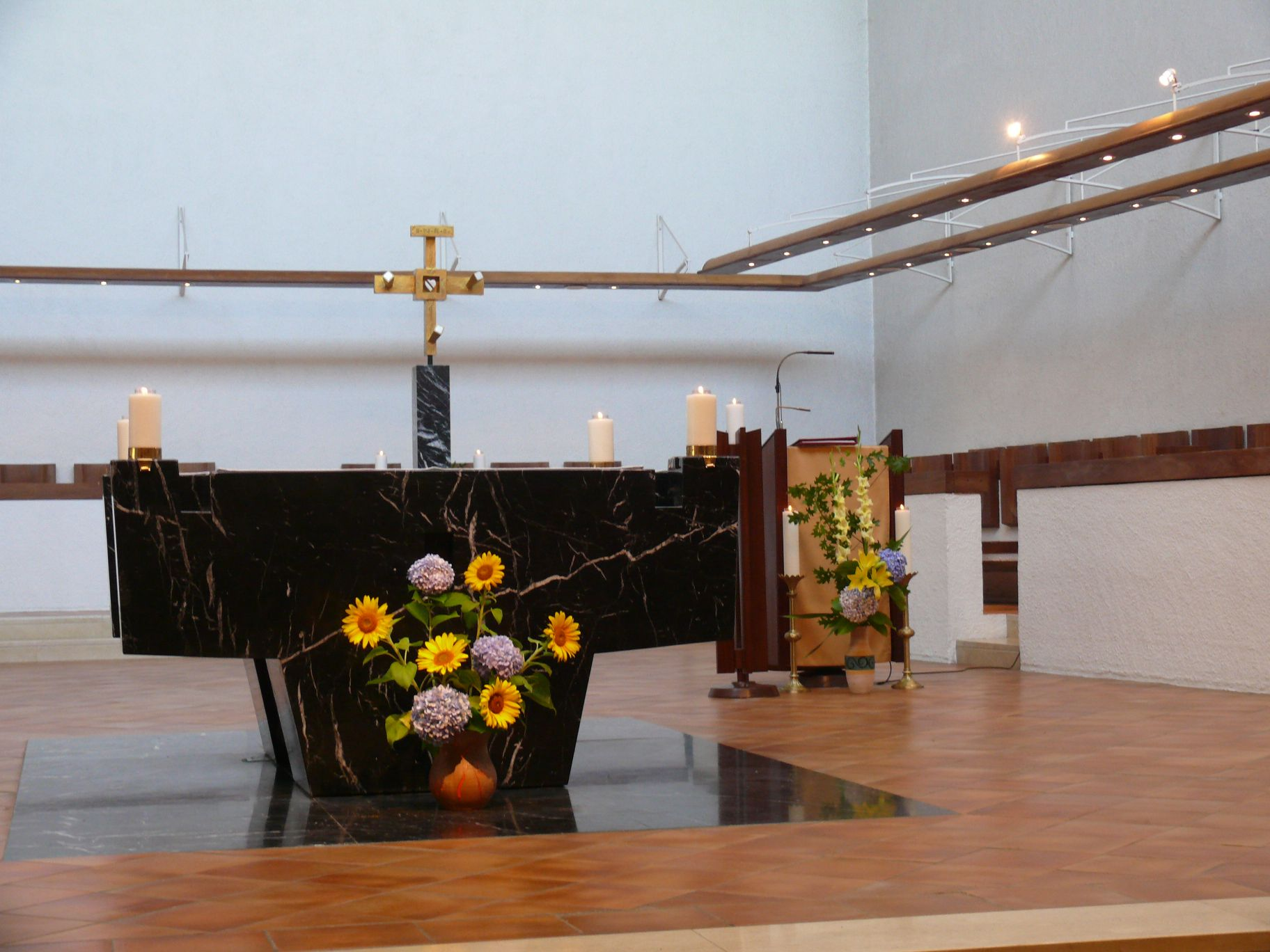
L'autel.
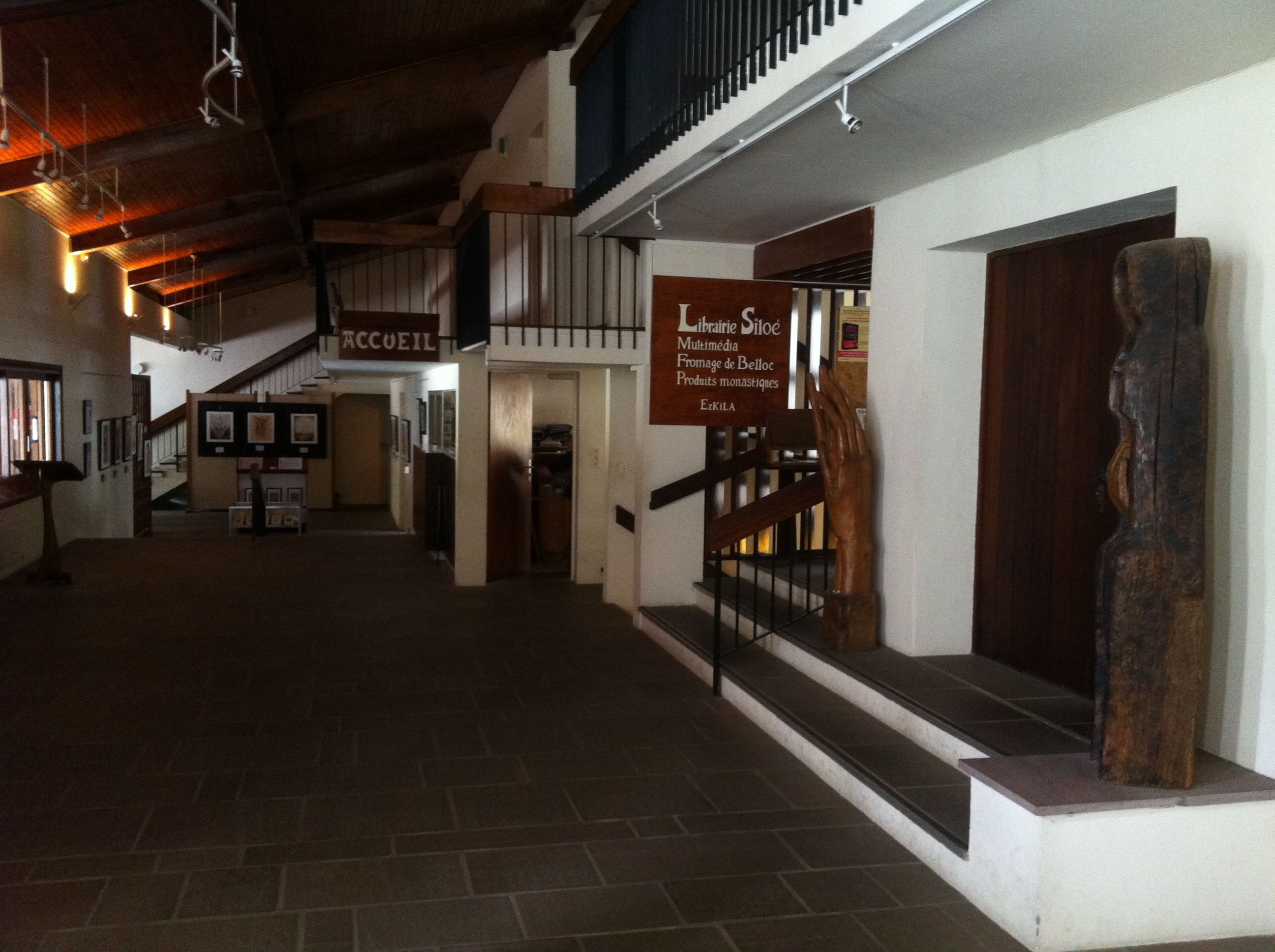
L'accueil.
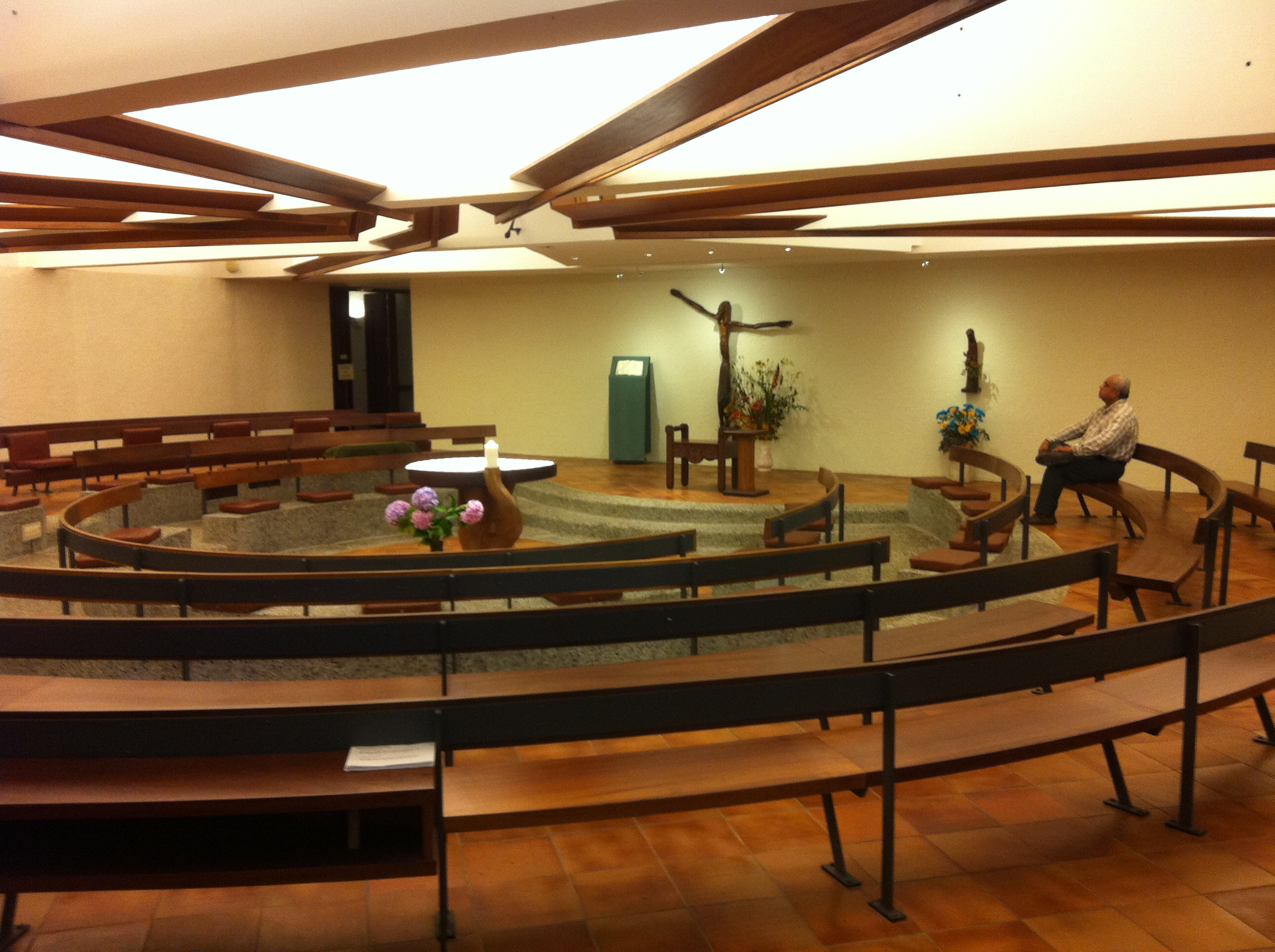
L'oratoire dans la crypte.
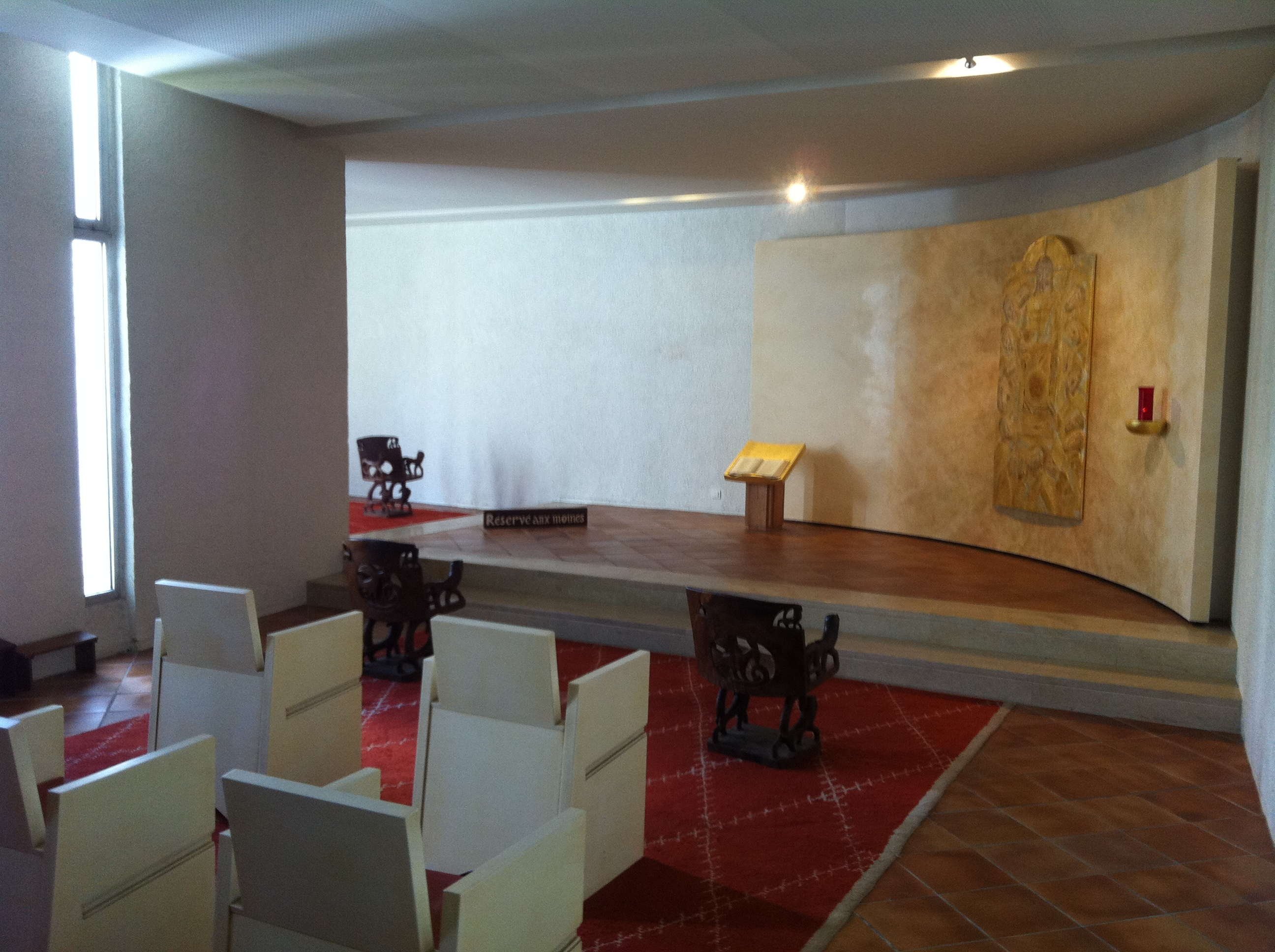
Chapelle du Saint-Sacrement.